# Osvaldo Genazzani
Osvaldo Genazzani (Terni, ... – ...; fl. XX secolo) è stato un attore italiano.

## Biografia
Esordisce come attore nel 1926 in un piccolo ruolo. Dal 1939 recita come attore di primo o secondo piano. Nel 1940 è tra i protagonisti del film di Amleto Palermi e Giorgio Bianchi, San Giovanni decollato, con Totò e Titina De Filippo, nella parte del fidanzato di Silvana Jachino. Negli anni seguenti continua a recitare in altri film girati in Italia. Dal 1947 continua la sua carriera nel cinema spagnolo, dove recita fino al 1972.

## Filmografia
- L'avvocato difensore, regia di Gero Zambuto (1934)
- Piccolo hotel, regia di Piero Ballerini (1939)
- Boccaccio, regia di Marcello Albani (1940)
- L'arcidiavolo, regia di Tony Frenguelli (1940)
- Leggenda azzurra, regia di Giuseppe Guarino (1940)
- Mare, regia di Mario Baffico, Ignazio Ferronetti (1940)
- San Giovanni decollato, regia di Amleto Palermi (1940)
- C'è un fantasma nel castello, regia di Giorgio Simonelli (1941)
- La donna perduta, regia di Domenico Gambino (1941)
- Ridi pagliaccio, regia di Camillo Mastrocinque (1941)
- Dente per dente, regia di Marco Elter (1942)
- Redenzione, regia di Marcello Albani (1942)
- Una storia d'amore, regia di Mario Camerini (1942)
- "Due cuori", regia di Carlo Borghesio (1943)
- 07... tassì, regia di Marcello Pagliero e Riccardo Freda (1946)
- 4 dollari di vendetta, regia di Alfonso Balcázar (1965)
- Dinamite Jim, regia di Alfonso Balcázar (1967)
- Clint il solitario, regia di Alfonso Balcázar (1967)
- 7 magnifiche pistole, regia di Romolo Guerreri (1967)
- La lunga notte di Tombstone, regia di  Alfonso Balcázar (1967)
- Le foto proibite di una signora per bene, regia di Luciano Ercoli (1971)
- Il cadavere di Helen non mi dava pace (La casa de las muertas vivientes), regia di Alfonso Balcázar (1972)
- Attento gringo... è tornato Sabata! (Judas... ¡toma tus monedas!), regia di Alfonso Balcázar e Pedro Luis Ramírez (1972)

## Riviste e commedie musicali
- Il cinque di fiori, ovvero chi ha ucciso Mr. Brown?, di Mario Amendola, regia di Erminio Macario, 1944.

## Prosa televisiva Rai
- Le zitelle di via Hydar, di Enzo Duse, regia di Silverio Blasi, trasmessa il 31 dicembre 1954.